# Осада Коринта
Оса́да Кори́нта (англ. Siege of Corinth), также известна как Пе́рвая би́тва при Кори́нте — сражение во время Гражданской войны в США, проходившее с 29 апреля по 30 мая 1862 года в Коринте (штат Миссисипи).

## Предыстория
После победы армии Союза в битве при Шайло войска Союза под командованием генерал-майора Генри Халлека — армия Теннесси, армия Огайо и армия Миссисипи — двинулись на важный железнодорожный центр Коринт в штате Миссисипи. Наученный горьким опытом огромных потерь при Шайло, Халлек начал утомительную кампанию по сооружению полевых укреплений, устраивая окопы после каждого этапа наступления. 25 мая 1862 года, после того как войска прошли пять миль за три недели, Халлек осадил Коринт.

## Битва
Командующий войсками Конфедерации генерал Борегар спас свою армию путём создания мистификации. Некоторые из солдат получили трёхдневные пайки и приказ готовиться к атаке. Как и ожидалось, один или два предателя поспешили донести эту информацию до армии Союза. Началась артподготовка, и армия Союза начала манёвры у позиции. В ночь на 29 мая армия Конфедерации бежала. Они использовали мобильную железную дорогу Огайо для транспортировки больных, раненых, тяжёлых орудий и тонн материалов. Когда поезд прибыл, войска приветствовали его, как если бы к ним прибыло подкрепление. Они создали муляжи орудий — «орудия квакеров» — вдоль линии оборонительных укреплений. Лагерные огни были зажжены, играли горнисты и барабанщики. Прочие же люди ускользнули незамеченными, отойдя к Тупело, Миссури. 

## Последствия
Когда утром 30 мая патрули Союза вошли в оставленный противником Коринт, они обнаружили, что войска Конфедерации ушли. «Осторожная» стратегия Халлека провалилась.